# Candace Cameron Bure
Candace Helaine Cameron Bure (* 6. května 1976) je americká herečka, producentka a spisovatelka. Její nejznámější role je D.J. Tanner, nejstarší dcera, v televizním seriálu Plný dům (1987-95), kde hrála od svých deseti do osmnácti let. V roce 2014 se účastnila soutěže Dancing with the Stars: 18. ročník, kde skončila na 3. místě. Roli D.J. Tanner si zopakovala v seriálu Fuller House.

## Mládí
Candace se narodila v Panorama City, Los Angeles v Kalifornii. Jejím rodiči jsou Robert Cameron a Barbara Bausmith Cameron. Je jedna z jejich čtyř dětí.

## Kariéra
Zlom v kariéře nastal s obsazením do role D.J. Tanner v seriálu Plný dům. Seriál se vysílal od roku 1987 do roku 1995. V roce 1990 moderovala ceremoniál Kid's Choice Award s kolegy ze seriálu Davidem Coulierem a Davidem Faustinem. Znovu ceremoniál moderovala v roce 1994 s Joeym Lawrencem a Marcem Weinerem. Stala se tak první osobností, která moderovala předávání cen dvakrát (následovali ji Whitney Houston, Rosie O'Donnell a Jack Black). Po skončení seriálu Plný dům, se objevila v seriálech jako Cybill, That's So Raven a vrhla se také na televizní filmy, především z dílny stanice Hallmark. Hlavní roli získala v seriálu Make It Or Break It, který byl po třech letech zrušen. Netflix oznámil spin-off seriálu Plný dům s Candace v hlavní roli Fuller House. Od srpna 2015 je jednou z moderátorek pořadu The View.

### Dancing with the Stars
Candace odstartovala soutěž se skóre 25 bodů se svým tancem a v tomto týdnu byla na 2. místě. Dostala se postupně až do semifinále a celkově skončila na 3. místě. Jejím profesionálním partnerem byl Mark Ballas.
| Týden        | Tanec/Píseň                                                                                         | Body od porotců | Body od porotců | Body od porotců | Výsledek            |
| ------------ | --------------------------------------------------------------------------------------------------- | --------------- | --------------- | --------------- | ------------------- |
| Týden        | Tanec/Píseň                                                                                         | Inaba           | Goodman         | Tonioli         | Výsledek            |
| 1            | Moderní scénický tanec/ "Burn"                                                                      | 9               | 8               | 8               | Bez eliminace       |
| 2            | Rumba / "Say Something"                                                                             | 7               | 7               | 7               | Zachráněni          |
| 3            | Jive / "Blue Suede Shoes"                                                                           | 8               | 8/81            | 8               | Zachráněni          |
| 42           | Quickstep / "The Ballroom Blitz"                                                                    | 7               | 7/73            | 7               | Bez eliminace       |
| 5            | Samba / "Under the Sea"                                                                             | 8               | 9/94            | 9               | Poslední zachránění |
| 6            | Cha-cha-cha / "I Love It"                                                                           | 8               | 85 / 8          | 8               | Poslední zachránění |
| 7            | Argentinské tango /"1977" Teamový volný styl/ "Livin' la Vida Loca"                                 | 8 10            | 96 / 9 10 / 9   | 9 10            | Zachráněni          |
| 8            | Foxtrot / "That's It, I Quit, I'm Movin' On" Taneční duel (Moderní scénický tanec) / "Stay with Me" | 9 9             | 9/97 9/10       | 9 10            | Zachráněni          |
| 9 Semifinále | Valčík / "If I Knew" Jazz / "Nasty"                                                                 | 8 9             | 9/9 10/10       | 8 9             | Zachráněni          |
| 10 Finále    | Quickstep / "Umbrella" Volný styl / "Canned Heat" Samba a quickstep Fusion / "Sir Duke"             | 9 8 9           | 9 8 9           | 9 8 9           | Třetí místo         |

### Knihy
Cameron Bure napsala knihu, Reshaping It All: Motivation for Physical and Spiritual Fitness (ISBN 1433669730), kterou vydala v roce 2011 a stala se bestsellerem. Poté napsala druhou knihu Balancing It All: My Story of Juggling Priorities and Purpose  (ISBN 1433681846), kterou vydala v roce 2014.

## Osobní život
Cameron se v roce 1996 provdala za ruského hokejistu z NHL, Valerije Bureho. Seznámili na charitativním hokejovém zápase, kam šla Cameron spolu se svým kolegou z Plného Domu, Davem Coulierem.
Cameron a Valerij spolu mají tři děti; dceru Natashu (* 15. srpna 1998), syna Lva (* 2000) a syna Maksima (* 2002). Ve svých dvaceti letech přijala křesťanskou víru a také s Valerijem měla svatbu podle křesťanských tradic.

## Filmografie

### Televize
| Rok        | Název                                                 | Role                           | Poznámky                              |
| ---------- | ----------------------------------------------------- | ------------------------------ | ------------------------------------- |
| 1982–1984  | St. Elsewhere                                         | Megan White                    | Vedlejší role, 5 dílů                 |
| 1984       | T. J. Hooker                                          | Tina                           | díl: „The Confession“                 |
| 1985       | Punky Brewster                                        | Julie Whitney / Jennifer Bates | díl: „Milk Does a Body Good“          |
| 1986       | Wonderful World of Color                              | Julie                          | díl: „Little Spies“                   |
| 1987       | Wonderful World of Color                              | Samantha                       | díl: „Bigfoot“                        |
| 1987       | Who's the Boss?                                       | Mladá Mona                     | díl: „Mona“                           |
| 1988       | I Saw What You Did                                    | Julia Fielding                 | TV film                               |
| 1987, 1988 | Growing Pains                                         | Jenny Foster                   | 2 díly                                |
| 1987–95    | Plný dům                                              | D.J. Tanner                    | Hlavní role, 191 dílů                 |
| 1990       | The All New Mickey Mouse Club                         | Sama sebe                      | díl: „Guest Day“                      |
| 1990       | Jak jsem strávil léto                                 | Amber Lewis                    | TV film                               |
| 1995       | Vražedné sny                                          | Sharon                         | TV film                               |
| 1995       | Visitors of the Night                                 | Katie English                  | TV film                               |
| 1996       | Cybill                                                | Hannah                         | díl: „When You're Hot, You're Hot“    |
| 1996       | Nikdo nic neřekl                                      | Stacy Collins                  | TV film                               |
| 1996       | Kidz in the Wood                                      | Donna                          | TV film                               |
| 1996       | She Cried No                                          | Melissa Connell                | TV film                               |
| 1997       | Výkřiky v temnotě                                     | Drew Summers / Laura Fairgate  | TV film                               |
| 1997       | Boy Meets World                                       | Millie                         | díl: „The Witches of Pennbrook“       |
| 2001       | Twice in a Lifetime                                   | Rose Hathaway                  | díl: „Moonshine Over Harlem“          |
| 2007       | That's So Raven                                       | Courtney Dearborn              | díl: „Teacher's Pet“                  |
| 2008       | Moonlight and Mistletoe                               | Holly                          | TV film                               |
| 2009–2012  | Make It or Break It                                   | Summer Van Horne               | Hlavní role, 41 dílů                  |
| 2011       | Truth Be Told                                         | Annie Morgan                   | TV film                               |
| 2011       | Can't Get Arrested                                    | Candace                        | díl: „House of Pain“                  |
| 2011       | The All New Mickey Mouse Club                         | Megan Walsh                    | TV film                               |
| 2012       | Domácí mazlíček                                       | Megan                          | TV film                               |
| 2013       | Finding Normal                                        | Dr. Lisa Leland                | TV film                               |
| 2013       | Let It Snow                                           | Stephanie Beck                 | TV film                               |
| 2014       | Překvapení na konci světa                             | Dr. Lauren Brunell             | TV film                               |
| 2014       | The Neighbors                                         | Žena                           | díl: „There Goes the Neighbors' Hood“ |
| 2014       | Dancing with the Stars                                | Sama sebe/soutěžící            | 18. řada                              |
| 2015       | Skutečné vraždy: Ztracená lebka                       | Aurora Teagarden               | TV film                               |
| 2015       | Just The Way You Are                                  | Jennie                         | TV film                               |
| 2015       | Skutečné vraždy: Pachatel mezi námi                   | Aurora Teagarden               | TV film                               |
| 2015–2016  | The View                                              | Moderátorka                    |                                       |
| 2015       | Nezapomenutelné Vánoce                                | Paige Summerlind               | TV film                               |
| 2016–2020  | A zase máme plný dům                                  | D.J. Tanner-Fuller             | hlavní role, 75 dílů                  |
| 2016       | Skutečné vraždy: Záhada starého domu                  | Aurora Teagarden               | TV film                               |
| 2016       | Skutečné vraždy: Tři ložnice a jedno tělo             | Aurora Teagarden               | TV film                               |
| 2016       | Journey Back to Christmas                             | Hanna                          | TV film                               |
| 2017       | Dead Over Heels: An Aurora Teagarden Mystery          | Aurora Teagarden               | TV film                               |
| 2017       | A Bundle of Trouble: An Aurora Teagarden Mystery      | Aurora Teagarden               | TV film                               |
| 2017       | Switched For Christmas                                | Kate Lockhart / Chris Dixon    | TV film                               |
| 2018       | Last Scene Alive: An Aurora Teagarden Mystery         | Aurora Teagarden               | TV film                               |
| 2018       | Reap What You Sew: An Aurora Teagarden Mystery        | Aurora Teagarden               | TV film                               |
| 2018       | Aurora Teagarden Mysteries: The Disappearing Game     | Aurora Teagarden               | TV film                               |
| 2018       | A Shoe Addict's Christmas                             | Noelle                         | TV film                               |
| 2019       | Aurora Teagarden Mysteries: An Inheritance To Die For | Aurora Teagarden               | TV film                               |
| 2019       | Aurora Teagarden Mysteries: A Game of Cat and Mouse   | Aurora Teagarden               | TV film                               |
| 2019       | Aurora Teagarden Mysteries: A Very Foul Play          | Aurora Teagarden               | TV film                               |
| 2019       | Christmas Town                                        | Lauren Gabriel                 | TV film                               |
| 2020       | Aurora Teagarden Mysteries: Heist and Seek            | Aurora Teagarden               | TV film                               |
| 2020       | Nickelodeon's Unfiltered                              | Samu sebe                      | díl: „Zombies Eat Unicorns“           |
| 2020       | If I Only Had Christmas                               | Darcy                          | TV film                               |

### Filmy
| Rok  | Název                   | Role              | Poznámky |
| ---- | ----------------------- | ----------------- | -------- |
| 1987 | Báječná chvíle          | Cindy Nelson      |          |
| 1988 | Pointa                  | Carrie            |          |
| 1995 | Monster Mash: The Movie | Mary (Juliet)     |          |
| 2001 | The Krew                | Karls             |          |
| 2007 | The Wagner              | Cassandra         |          |
| 2015 | Faith of Our Fathers    | Cynthia           |          |
| 2018 | F.R.E.D.I.              | F.R.E.D.I. (hlas) |          |

## Ceny a nominace
| Rok  | Asociace            | Kategorie | Druh nominace | Výsledek  |
| ---- | ------------------- | --- | ------------- | --------- |
| 1988 | Young Artist Awards | Nejlepší mladé obsazení | Little Spies  | nominace  |
| 1988 | Young Artist Awards | Nejlepší host v televizním komediálním seriálu | Growing Pains | nominace  |
| 1989 | Young Artist Awards | Nejlepší mladá herečka v televizním komediálním seriálu                                                                                             | Plný dům      | nominace  |
| 1990 | Young Artist Awards | Nejlepší mladá herečka v televizním komediálním seriálu                                                                                             | Plný dům      | nominace  |
| 1991 | Young Artist Awards | Nejlepší mladá herečka v televizním komediálním seriálu                                                                                             | Plný dům      | nominace  |
| 1992 | Young Artist Awards | Nejlepší mladá herečka v televizním komediálním seriálu                                                                                             | Plný dům      | nominace  |
| 1993 | Young Artist Awards | Nejlepší mladá herečka v televizním komediálním seriálu                                                                                             | Plný dům      | nominace  |
| 1994 | Kids' Choice Awards | Nejlepší televizní herečka | Plný dům      | vítězství |
| 2016 | Cena Daytime Emmy   | Nejlepší talk show moderátorka (společně s Joy Behar, Michelle Collins, Paulou Faris, Whoopi Goldberg, Rosie Perez, Raven-Symoné a Nicolle Wallace) | The View      | nominace  |
| 2016 | Teen Choice Award   | Nejlepší televizní herečka | Fuller House  | vítězství |
| 2016 | Teen Choice Award   | Nejlepší televizní chemie (S Jodie Sweetin a Anderou Barber)                                                                                        | Fuller House  | nominace  |